# Torneo WTA de Shenzhen 2018
El Shenzhen Gemdale Open 2018 fue un evento de tenis de la  WTA International. Se disputó en Shenzhen (China), en cancha dura al aire libre, formando parte de un par de eventos que sirven de antesala al Abierto de Australia 2018, entre el 31 de diciembre de 2017 y el 6 de enero de 2018.

## Distribución de puntos
| Modalidad           | Campeona | Finalista | Semifinales | Cuartos de final | 2.ª ronda | 1.ª ronda | Clasificadas | 2.ª ronda de clasificación | 1.ª ronda de clasificación |
| Individual femenino | 280      | 180       | 110         | 60               | 30        | 1         | 18           | 12                         | 1                          |
| Dobles femenino     | 280      | 180       | 110         | 60               | -         | 1         | -            | -                          | -                          |

## Cabezas de serie

### Individuales femenino
| Tenista            | Ranking | Preclasificada |
| Simona Halep       | 1       | 1              |
| Jeļena Ostapenko   | 7       | 2              |
| Zhang Shuai        | 35      | 3              |
| Irina-Camelia Begu | 43      | 4              |
| Wang Qiang         | 45      | 4              |
| Kateřina Siniaková | 47      | 6              |
| Maria Sakkari      | 51      | 7              |
| Tímea Babos        | 55      | 8              |

- Escalafón del 25 de diciembre de 2017.[2]

### Dobles femenino
| Tenista                               | Ranking | Preclasificada |
| Barbora Krejčíková Kateřina Siniaková | 67      | 1              |
| Raluca Olaru Olga Savchuk             | 69      | 2              |
| Kristýna Plíšková Renata Voráčová     | 106     | 3              |
| Natela Dzalamidze Xenia Knoll         | 129     | 4              |

## Campeonas

### Individual femenino
Simona Halep venció a  Kateřina Siniaková por 6-1, 2-6, 6-0

### Dobles femenino
Irina-Camelia Begu /  Simona Halep vencieron a  Barbora Krejčíková /  Kateřina Siniaková por 1-6, 6-1, [10-8]